# Liste des empereurs de la dynastie Ming

Portrait de l'Empereur Ming Taizu (r. 1328–1398), fondateur de la dynastie Ming, peint par un artiste anonyme

La dynastie Ming est fondée par l'empereur Hongwu en 1368. Elle règne sur la Chine jusqu'en 1644 et le suicide de l'empereur Chongzhen. La dynastie Qing, d'origine mandchoue, lui succède. Des empereurs régnant au nom des Ming (dynastie des Ming du Sud) se maintiennent dans le sud du pays jusqu'en 1662.

## Dynastie Ming (1368-1644)
| Portrait  | Nom personnel          | Nom de règne     | Nom posthume    | Nom de temple    | Naissance         | Début du règne    | Fin du règne       | Mort              |
| --------- | ---------------------- | ---------------- | --------------- | ---------------- | ----------------- | ----------------- | ------------------ | ----------------- |
| Hongwu    | Zhū Yuánzhāng (朱元璋) | Hóngwǔ (洪武)    | Gāodì (高帝)    | Tàizǔ (太祖)     | 21 octobre 1328   | 23 janvier 1368   | 24 juin 1398       | 24 juin 1398      |
| Jianwen   | Zhū Yǔnwén (朱允炆)    | Jiànwén (建文)   | Rangdì (讓帝)   | Huizong (惠宗)   | 5 décembre 1377   | 30 juin 1398      | 13 juillet 1402    | 13 juillet 1402   |
| Yongle    | Zhū Dì (朱棣)          | Yǒnglè (永乐)    | Wéndì (文帝)    | Chéngzǔ (成祖)   | 2 mai 1360        | 17 juillet 1402   | 12 août 1424       | 12 août 1424      |
| Hongxi    | Zhū Gāochì (朱高熾)    | Hóngxī (洪熙)    | Zhāodì (昭帝)   | Rénzōng (仁宗)   | 16 août 1378      | 7 septembre 1424  | 29 mai 1425        | 29 mai 1425       |
| Xuande    | Zhū Zhānjī (朱瞻基)    | Xuāndé (宣德)    | Zhāngdì (章帝)  | Xuānzōng (宣宗)  | 16 mars 1399      | 27 juin 1425      | 31 janvier 1435    | 31 janvier 1435   |
| Zhengtong | Zhū Qízhèn (朱祁鎮)    | Zhèngtǒng (正統) | Ruìdì (睿帝)    | Yīngzōng (英宗)  | 29 novembre 1427  | 7 février 1435    | 1er septembre 1449 | —                 |
| Jingtai   | Zhū Qíyù (朱祁鈺)      | Jǐngtài (景泰)   | Jǐngdì (景帝)   | Dàizōng (代宗)   | 21 septembre 1428 | 22 septembre 1449 | 11 février 1457    | 14 mars 1457      |
| Zhengtong | Zhū Qízhèn (朱祁鎮)    | Tiānshùn (天順)  | Ruìdì (睿帝)    | Yīngzōng (英宗)  | 29 novembre 1427  | 11 février 1457   | 23 février 1464    | 23 février 1464   |
| Chenghua  | Zhū Jiànshēn (朱見深)  | Chénghuà (成化)  | Chúndì (純帝)   | Xiànzōng (憲宗)  | 9 décembre 1447   | 28 février 1464   | 9 septembre 1487   | 9 septembre 1487  |
| Hongzhi   | Zhū Yòutáng (朱祐樘)   | Hóngzhì (弘治)   | Jìngdì (敬帝)   | Xiàozōng (孝宗)  | 30 juillet 1470   | 22 septembre 1487 | 8 juin 1505        | 8 juin 1505       |
| Zhengde   | Zhū Hòuzhào (朱厚照)   | Zhèngdé (正德)   | Yìdì (毅帝)     | Wǔzōng (武宗)    | 26 octobre 1491   | 19 juin 1505      | 20 avril 1521      | 20 avril 1521     |
| Jiajing   | Zhū Hòucōng (朱厚熜)   | Jiājìng (嘉靖)   | Sùdì (肅帝)     | Shìzōng (世宗)   | 16 septembre 1507 | 27 mai 1521       | 23 janvier 1567    | 23 janvier 1567   |
| Longqing  | Zhū Zǎihòu (朱載垕)    | Lóngqìng (隆慶)  | Zhuāngdì (莊帝) | Mùzōng (穆宗)    | 4 mars 1537       | 4 février 1567    | 5 juillet 1572     | 5 juillet 1572    |
| Wanli     | Zhū Yìjūn (朱翊鈞)     | Wànlì (萬曆)     | Xiǎndì (顯帝)   | Shénzōng (神宗)  | 4 septembre 1563  | 19 juillet 1572   | 18 août 1620       | 18 août 1620      |
| Taichang  | Zhū Chángluò (朱常洛)  | Tàichāng (泰昌)  | Zhēndì (貞帝)   | Guāngzōng (光宗) | 28 août 1582      | 28 août 1620      | 26 septembre 1620  | 26 septembre 1620 |
| Tianqi    | Zhū Yóujiào (朱由校)   | Tiānqǐ (天啟)    | Zhédì (悊帝)    | Xīzōng (熹宗)    | 23 décembre 1605  | 1er octobre 1620  | 30 septembre 1627  | 30 septembre 1627 |
|           | Zhū Yóujiǎn (朱由檢)   | Chóngzhēn (崇禎) | Lièdi (烈帝)    | Sīzōng (思宗)    | 6 février 1611    | 2 octobre 1627    | 25 avril 1644      | 25 avril 1644     |

## Ming du Sud (1644-1662)
| Portrait | Nom personnel             | Nom de règne     | Nom de temple   | Naissance   | Début du règne   | Fin du règne    | Mort            |
| -------- | ------------------------- | ---------------- | --------------- | ----------- | ---------------- | --------------- | --------------- |
| ?        | Zhū Yóusōng (zh) (朱由崧) | Hóngguāng (弘光) | Ānzōng (安宗)   | 1607        | 19 juin 1644     | 15 juin 1645    | 23 mai 1646     |
| Longwu   | Zhū Yùjiàn (zh) (朱聿鍵)  | Lóngwǔ (隆武)    | Shàozōng (紹宗) | 25 mai 1602 | 18 août 1645     | 6 octobre 1646  | 6 octobre 1646  |
| ?        | Zhū Yùyuè (zh) (朱聿𨮁)   | Shaowǔ (紹武)    | Wenzōng (文宗)  | 1605        | 11 décembre 1646 | 20 janvier 1647 | 20 janvier 1647 |
| ?        | Zhū Yóuláng (朱由榔)      | Yǒnglì (永曆)    | Zhāozōng (昭宗) | 1623        | 24 décembre 1646 | 22 janvier 1662 | 1er juin 1662   |